# Contronatura (film 1976)
Contronatura è un film del 1976, diretto da Amasi Damiani.